# Inner-Josjön
Inner-Josjön är en sjö i Umeå kommun och Vännäs kommun i Västerbotten och ingår i Umeälvens huvudavrinningsområde. Sjön har en area på 0,176 kvadratkilometer och ligger 207,4 meter över havet. Sjön avvattnas av vattendraget Josjöbäcken.

## Delavrinningsområde
Inner-Josjön ingår i det delavrinningsområde (708513-169084) som SMHI kallar för Mynnar i Pengsjön. Medelhöjden är 206 meter över havet och ytan är 3,42 kvadratkilometer. Det finns inga avrinningsområden uppströms utan avrinningsområdet är högsta punkten. Josjöbäcken som avvattnar avrinningsområdet har biflödesordning 3, vilket innebär att vattnet flödar genom totalt 3 vattendrag innan det når havet efter 66 kilometer. Avrinningsområdet består mestadels av skog (90 procent). Avrinningsområdet har 0,18 kvadratkilometer vattenytor vilket ger det en sjöprocent på 5,1 procent.